# 28183 Naidu
28183 Naidu è un asteroide della fascia principale. Scoperto nel 1998, presenta un'orbita caratterizzata da un semiasse maggiore pari a 2,2625742 UA e da un'eccentricità di 0,1017871, inclinata di 2,11649° rispetto all'eclittica.